# Ornella Micheli
Ornella Micheli (...) è una montatrice italiana.

## Biografia
Impegnata soprattutto nel cinema popolare, dai primi anni '60 comincia a lavorare con Riccardo Freda a progetti peplum e horror. Nel 1962 comincia la lunga collaborazione col regista Lucio Fulci, che durerà per 18 film e toccherà svariati generi, ma riguarderà soprattutto i film con Franco e Ciccio, i western e i thriller. Tra il 1968 e il 1973 monta una decina di western all'italiana del regista Giuliano Carnimeo. Chiude la carriera collaborando ad alcuni film horror ed erotici di Joe D'Amato (Antropophagus, Hard Sensation). In un paio di occasioni ha utilizzato lo pseudonimo "Donna Christie".

## Filmografia
- Il leone di Amalfi, regia di Pietro Francisci (1950)
- Maciste alla corte del Gran Khan, regia di Riccardo Freda (1961)
- Maciste all'inferno, regia di Riccardo Freda (1962)
- Marco Polo, regia di Piero Pierotti (1962)
- Le massaggiatrici, regia di Lucio Fulci (1962)
- L'orribile segreto del dr. Hichcock, regia di Riccardo Freda (1962)
- Il magnifico avventuriero, regia di Riccardo Freda (1963)
- Lo spettro, regia di Riccardo Freda (1963)
- Uno strano tipo, regia di Lucio Fulci (1963)
- I terribili 7, regia di Raffaello Matarazzo (1963)
- I due evasi di Sing Sing, regia di Lucio Fulci (1964)
- I due pericoli pubblici, regia di Lucio Fulci (1964)
- L'idea fissa, regia di Mino Guerrini e Gianni Puccini (1964)
- Maciste nelle miniere di re Salomone, regia di Piero Regnoli (1964)
- I maniaci, regia di Lucio Fulci (1964)
- Il ponte dei sospiri, regia di Piero Pierotti (1964)
- 00-2 agenti segretissimi, regia di Lucio Fulci (1964)
- Come inguaiammo l'esercito, regia di Lucio Fulci (1965)
- James Tont operazione U.N.O., regia di Bruno Corbucci e Giovanni Grimaldi (1965)
- Su e giù, regia di Mino Guerrini (1965)
- Le colt cantarono la morte e fu... tempo di massacro, regia di Lucio Fulci (1966)
- Un fiume di dollari, regia di Carlo Lizzani (1966)
- James Tont operazione D.U.E., regia di Bruno Corbucci (1966)
- Racconti a due piazze (Le lit à deux places), regia di Jean Delannoy, François Dupont-Midy, Alvaro Mancori, e Gianni Puccini (1966)
- 7 monaci d'oro, regia di Marino Girolami (1966)
- Il terzo occhio, regia di Mino Guerrini (1966)
- Arrriva Dorellik, regia di Steno (1967)
- Bang Bang Kid, regia di Giorgio Gentili (1967)
- Operazione San Pietro, regia di Lucio Fulci (1967)
- L'oro di Londra, regia di Guglielmo Morandi (1968)
- Commando suicida, regia di Camillo Bazzoni (1968)
- Joe... cercati un posto per morire!, regia di Giuliano Carnimeo (1968)
- Il momento di uccidere, regia di Giuliano Carnimeo (1968)
- Sono Sartana, il vostro becchino, regia di Giuliano Carnimeo (1969)
- Una sull'altra, regia di Lucio Fulci (1969)
- Oh dolci baci e languide carezze, regia di Mino Guerrini (1969)
- Bolidi sull'asfalto - A tutta birra!, regia di Bruno Corbucci (1970)
- Cerca di capirmi, regia di Mariano Laurenti (1970)
- C'è Sartana... vendi la pistola e comprati la bara!, regia di Giuliano Carnimeo (1970)
- Una nuvola di polvere... un grido di morte... arriva Sartana, regia di Giuliano Carnimeo (1970)
- Gli fumavano le Colt... lo chiamavano Camposanto, regia di Giuliano Carnimeo (1971)
- Testa t'ammazzo, croce... sei morto - Mi chiamano Alleluja, regia di Giuliano Carnimeo (1971)
- Non si sevizia un paperino, regia di Lucio Fulci (1972)
- Uomo avvisato mezzo ammazzato... parola di Spirito Santo, regia di Giuliano Carnimeo (1972)
- Il West ti va stretto, amico... è arrivato Alleluja, regia di Giuliano Carnimeo (1972)
- Fuori uno... sotto un altro, arriva il Passatore, regia di Giuliano Carnimeo (1973)
- Zanna Bianca, regia di Lucio Fulci (1973)
- Il ritorno di Zanna Bianca, regia di Lucio Fulci (1974)
- Il cav. Costante Nicosia demoniaco ovvero: Dracula in Brianza, regia di Lucio Fulci (1975)
- Piange... il telefono, regia di Lucio De Caro (1975)
- I quattro dell'apocalisse, regia di Lucio Fulci (1975)
- Amore grande, amore libero, regia di Luigi Perelli (1976)
- Cugine mie, regia di Marcello Avallone (1976)
- La pretora, regia di Lucio Fulci (1976)
- Sette note in nero, regia di Lucio Fulci (1977)
- Von Buttiglione Sturmtruppenführer, regia di Mino Guerrini (1977)
- Sella d'argento, regia di Lucio Fulci (1978)
- Buio Omega, regia di Joe D'Amato (1979)
- Ciao nì!, regia di Paolo Poeti (1979)
- Antropophagus, regia di Joe D'Amato (1980)
- Hard Sensation, regia di Joe D'Amato (1980)
- Sesso nero, regia di Joe D'Amato (1980)
- Le notti erotiche dei morti viventi, regia di Joe D'Amato (1980)
- Porno Holocaust, regia di Joe D'Amato e Bruno Mattei (1980)
- Delizie erotiche, regia di Joe D'Amato (1982)